# ZrT TrackMania Cup 2017
 (janvier 2023).
- Si vous ne connaissez pas le sujet, laissez ce bandeau (vous pouvez alors contacter les auteurs).
- Si vous supprimez le contenu mis en cause (vous pouvez préalablement contacter les auteurs),

argumentez précisément cette suppression dans la page de discussion
(un manque de référence n'est pas un argument ; une recherche réelle de référence doit avoir été effectuée, être formellement documentée).
 (mai 2022).
Si vous disposez d'ouvrages ou d'articles de référence ou si vous connaissez des sites web de qualité traitant du thème abordé ici, merci de compléter l'article en donnant les références utiles à sa vérifiabilité et en les liant à la section « Notes et références ».
La ZrT TrackMania Cup 2017 est la cinquième édition de la ZrT TrackMania Cup, la compétition internationale d'esport annuelle sur le jeu TrackMania²: Stadium organisée par ZeratoR.
Les qualifications ont lieu en ligne le 3 juin 2017. La grande finale, elle, est jouée le 1er juillet 2017 à l'Amphithéâtre 3000 du Centre de congrès de Lyon devant 55 000 spectateurs (3 000 sur place et 52 000 en ligne sur Twitch).
Pour cette cinquième édition jouée en solo, CarlJr (Canada) reprend son titre après l'avoir perdu l'année précédente. C'est sa troisième victoire dans la compétition .

C'est le joueur français Papou qui décroche la deuxième place, suivit par Bren (France) et ReVoLuTioN (Allemagne).

## Circuits
Pour cette édition, ZeratoR a réalisé 17 circuits (dont 3 circuits pour les défis en finale) :
| Nom                                         | Nom                           |
| ------------------------------------------- | ----------------------------- |
| zrtOld                                      | ZeraptoR                      |
| Z Comme ?                                   | Vivaldi                       |
| KapOuPaCut                                  | Trackmaniak                   |
| Pathymmetry                                 | Pacimosh                      |
| MicroMouette                                | LinkIntoTwister               |
| GreatWall DesGueux                          | Francis porc                  |
| CorpsBeillePasPied                          | Blind (map défi)              |
| puC TrZ (map défi)                          | L'éclair sur RhÔne (map défi) |
| UsiNatureChicaneVillageMouetteMordorFinDiff |                               |

Durant la Grande Finale, 3 défis ont été joués :
| Phase        | Défi                      | Circuit            | Description                                                                                                 | Nombre de rounds |
| ------------ | ------------------------- | ------------------ | --- | ---------------- |
| Demi-finales | Même les yeux fermés      | Blind              | Les joueurs doivent jouer les yeux bandés.                                                                  | 2                |
| Demi-finales | L'envers du décor         | puC TrZ            | Les joueurs doivent jouer avec la manette ou le clavier à l'envers.                                         | 2                |
| Finale       | La course aux checkpoints | L'éclair sur RhÔne | Les joueurs doivent jouer debout, respawn à chaque checkpoints et taper sur un buzzer à chaque checkpoints. | 2                |

## Compétition[3]

### Qualifications
| Tour                | Mode   | Format                          | Joueurs en lice | Joueurs qualifiés au tour suivant |
| ------------------- | ------ | ------------------------------- | --------------- | --------------------------------- |
| Round #1            | Rounds | 14 poules de 127 ou 128 joueurs | 1785            | 975 (top 1000 général)            |
| Round #2            | Rounds | 10 poules de 100 joueurs        | 975             | 200 (top 20 de chaque poule)      |
| Round #3            | Rounds | 4 poules de 50 joueurs          | 200             | 64 (top 16 de chaque poule)       |
| Round #4            | Rounds | 4 poules de 16 joueurs          | 64              | 32 (top 8 de chaque poule)        |
| Huitièmes de finale | Coupe  | 4 poules de 8 joueurs           | 32              | 16 (top 4 de chaque poule)        |
| Quarts de finale    | Coupe  | 4 poules de 4 joueurs           | 16              | 8 (top 2 de chaque poule)         |

### Grande Finale
| Chapeau 1                   | Chapeau 2                |
| --------------------------- | ------------------------ |
| Papou Pac ReVoLuTioN CarlJr | Badlulu Aurel Bren Kappa |

Initialement, le joueur Bosswanted (France) était qualifié pour les demi-finales mais il décide d'abandonner. Il est remplacé par Badlulu (France).

#### Demi-finales
Les demi-finales sont jouées en format Coupe. Dans ce format, le joueur doit au fil des courses obtenir 120 points, ce qui lui permet d'obtenir le statut de "Finaliste". Le barème des points est le suivant : 1er = 10 pts / 2e = 6 pts / 3e = 4 pts / 4e = 3 pts.
Une fois le statut de "Finaliste" atteint, le joueur doit finir premier d'une course pour obtenir le statut de "Vainqueur", synonyme de qualification pour la finale.
| Rang | Joueur  | Points        |
| ---- | ------- | ------------- |
| 1    | CarlJr  | 1er Vainqueur |
| 2    | Bren    | 2d Vainqueur  |
| 3    | Pac     | 110           |
| 4    | Badlulu | 91            |

| Rang | Joueur     | Points        |
| ---- | ---------- | ------------- |
| 1    | ReVoLuTioN | 1er Vainqueur |
| 2    | Papou      | 2d Vainqueur  |
| 3    | Aurel      | Finaliste     |
| 3    | Kappa      | Finaliste     |

#### Finale
La Finale s'est jouée en mode Coupe, comme pour les demi-finales. Le nombre de points à atteindre pour devenir "Finaliste" est de 140 et le barème des points est le suivant : 1er = 10 pts / 2e = 6 pts / 3e = 4 pts / 4e = 3 pts.
Une fois le statut de finaliste atteint, le joueur doit finir premier d'une course pour obtenir le statut de "Vainqueur", synonyme de victoire de la finale.
Seule la 2e place est jouée. Ainsi, le classement des deux autres joueurs est déterminé selon leur score au moment de la victoire du 2e. Toutefois, finir 3e ou 4e n'a pas d'importance du fait que le cashprize est identique.
| Rang               | Joueur     | Score         | Récompense |
| ------------------ | ---------- | ------------- | ---------- |
| Médaille d'or      | CarlJr     | 1er Vainqueur | 1017€      |
| Médaille d'argent  | Papou      | 2d Vainqueur  | 500€       |
| Médaille de bronze | Bren       | Finaliste     | 250€       |
| 4                  | ReVoLuTioN | Finaliste     | 250€       |